# Annales Cambriae

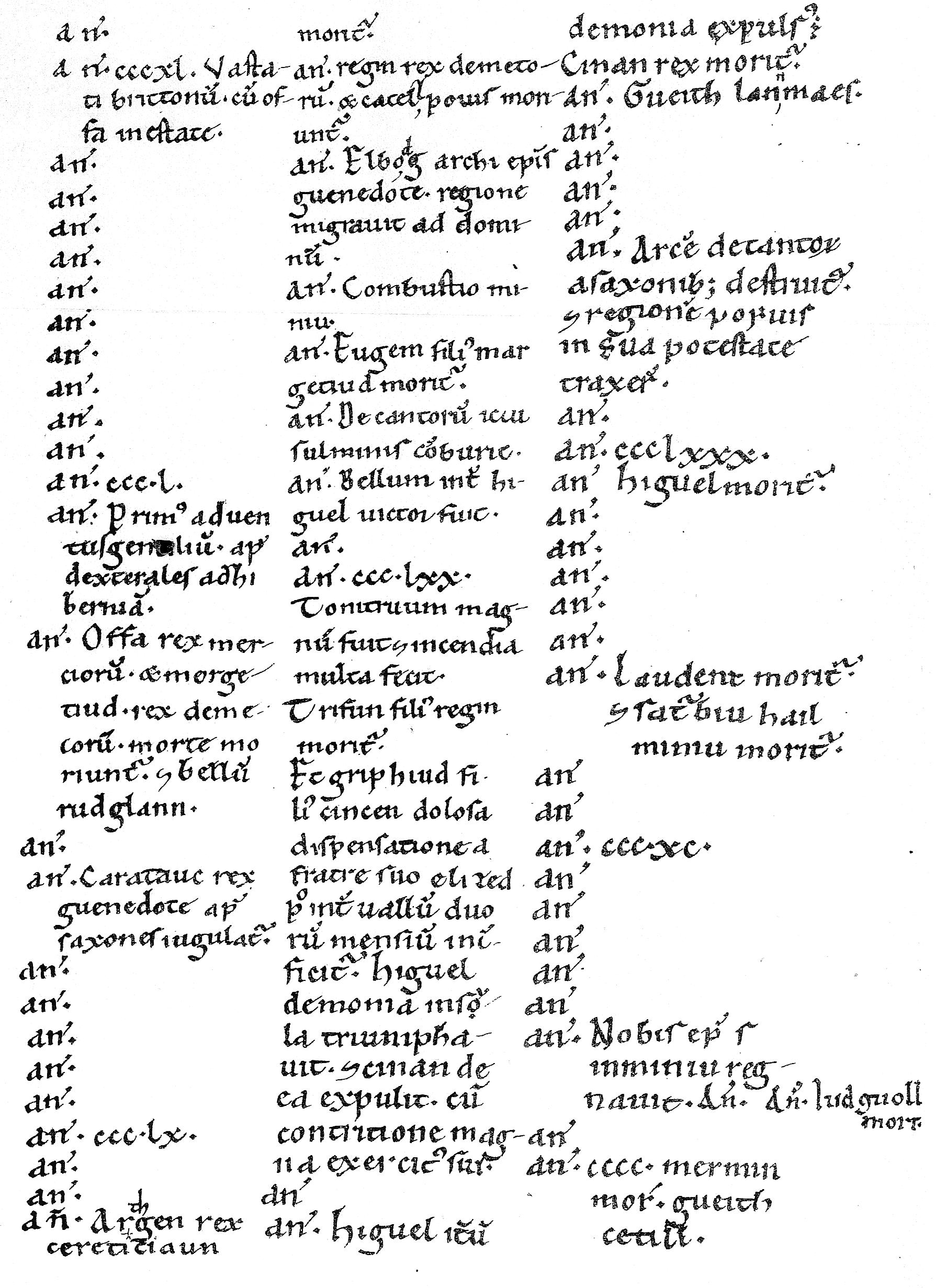
Seite der Annales Cambriae, MS A

Die Annales Cambriae, die Annalen von Wales, sind eine mittelalterliche Chronik, die den Zeitraum von 445 bis 977, mit Einträgen von 453 bis 954, umfassen. Sie entstand im 10. Jahrhundert und wurde später bis ins späte 13. Jahrhundert fortgesetzt.
Es ist unklar, auf welche Quellen sich der Verfasser der Ursprungsfassung stützte. Obwohl die Jahreszahlen zum Teil von anderen Angaben abweichen, sind die erwähnten Personen vor allem für die späteren Abschnitte größtenteils historisch nachweisbar. Es gibt allerdings zwei Einträge, die sich auf Artus beziehen, woraus früher bisweilen ein Beweis für seine reale Existenz abgeleitet wurde:
516
Die Schlacht von Badon, in der Artus das Kreuz unseres Herrn Jesu Christi drei Tage und drei Nächte auf seinen Schultern trug und die Briten die Sieger waren.
537
Die Schlacht von Camlann, in der Artus und Medraut fielen; und in Britannien und in Irland tobte eine Seuche.
Allerdings wurden die Annalen erst mehrere hundert Jahre nach den angeblichen Ereignissen verfasst. Ohnehin ist die Rekonstruktion der Geschichte Britanniens im beginnenden Frühmittelalter sehr problematisch, und viele Historiker gehen nicht davon aus, dass die Annales Cambriae belastbare Informationen zu dieser Zeit liefern.